# مصراتة
مصراتة، هي مدينة في شعبية مصراتة في شمال غرب ليبيا، تقع على بعد 187 كم (116 ميل) إلى الشرق من طرابلس على ساحل البحر الأبيض المتوسط عند الحافة الغربية لخليج السدرة بالقرب من رأس مصراتة على خط عرض 32,22 شمالا وخط طول 15,06 شرقا. يبلغ عدد سكان شعبية مصراته سنة 2020م حوالي 663,853 نسمة وتعداد مدينة مصراته 391,137 نسمة وفقا لتعداد سكان مصراته 2022م،[بحاجة لمصدر] وهي ثالث أكبر مدينة في ليبيا بعد طرابلس وبنغازي.
تعتبر مصراتة العاصمة الإقتصادية والتجارية للبلاد نظراً لنشاط حركة الموانئ وازدهار القوة الصناعية والتجارية وتضم قوى سياسة صاعدة وعسكريا تعتبر أقوى مدن الغرب الليبي ولديها أكبر مخازن السلاح وأكبر الكتائب فيها وتضم مصراتة 391,137 نسمة في 2022م.
تتميز مصراتة بخصوبة أراضيها، وأهميتها الاقتصادية، ويقع فيها مصنع الجيد للمواد الغذائية وشركة النسيم وشركات لدولة كـ مصنع الحديد والصلب الوحيد في ليبيا وهو شركة حكومية مملوكة للدولة الليبية ومركّب ضخم يعمل به أكثر من ستة آلاف عامل.
وقد شهدت المدينة نهضة عمرانية منذ سبعينات القرن العشرين، بسبب تحولها إلى منطقة جذب للسكان وقد أتى ذلك على حساب الأراضي الزراعية.
لُقّبَت مصراتة بـ (ذات الرمال) لوجود حزام من الكثبان الرملية العالية المتكونة من عمليات المد البحري عبر آلاف السنين تمتد من شرقها حيث قرية قصر أحمد والتي يوجد بها ميناء قصر أحمد والمنطقة الحرة بمصراتة وتعتبر المنطقة الحرة منطقة واعدة بتجارتها ويتوقع بعد سنوات ان تصبح الأولى على شمال إفريقيا وأيضًا حتى غربها حيث قرية الدافنية.
وبها قرى ومناطق مثل منطقة قصر أحمد، قرية الغيران، قرية أولاد بعيو، قرية المقاصبة، قرية الزروق، قرية الشراكسة، قرية الرملة، طمينة، قرية يدر، قرية زريق والمقاوبة، ومنطقة عباد وزاوية المحجوب.

## الاسم ومنشأهُ
يعود الاسم إلى قبيلة «مسراتة» وهي بطن من بطون بني اللهان من قبيلة هوارة، ذكرها ابن خلدون ويرسم الاسم بالسين بدل الصاد وليس كما هو الآن مصراتة.

## التاريخ

### قبل الإسلام
تعود الجذور التاريخية للمدينة إلى 3000 سنة على ما يعتقد، عندما أسّس الفينيقيون ثوباكتس أو تابكت كما يقول بعض اللغويين، واستخدموها محطة تجارية كغيرها من المحطات الأخرى التي أسسوها على البحر الأبيض المتوسط.

### تنقيب أثري
في مطلع السبعينات قامت مصلحة الآثار بالاستكشاف الأثري في منطقة مصراته وتحديداً في منطقة الجزيرة عند مـوقع مصيف الجزيرة حـيث اكتشفت الجرّافات الثقيلة عند بداية أعمـال البنـاء فيه عـن بعض الشواهد الأثرية منها أسـاسات لمباني وجـدران وبمعاينة الأثريين برئاسة كــل من (عمر المحجوب وعبد الحميد السيد) وبمشاركة العالمة الإنجليزية (ألوين برجا)، كشف عن عدد من العملات الفينيقية والرومانية وأساسات من الطـوب أكّدت على وجود سور تحصين يعتقد أنه يخص أسوار ثوباكتس القديمة.
وفي منطـقة قصر أحمـد كشف مصـادفة عن عدة معالم أثرية تتمثل في بعض العملات والفخاريات وبعض القبور كما كشف عن وجود حمامات رومانية أسفل المنارة يعتقد أنها ترجع إلى عهود محطة الميناء القديم «كيفالاي برومنتوريوم القديمة».
في منطقة الدافنية وزاوية المحجوب كُشِف عن عدد من المقابر التحت أرضية المـهمة التي احتــوت على الأثاث الجنائزي الخاص بها على الطراز البونيقي والروماني، كذلك في منطقـة السّكت ويعتقد أنها كانت منطقة استيطان زراعي قديم.
وفـي منطقة يدّر حيث عُثر على مقبرة كبيرة غنية باللقى الأثرية من الفخاريات والعملات. وفي جنوب مصراتة أو ما يعرف باسم البَّر، تنتشـر على مسـافات متفاوتة من جنوب الخمس وزليتن ومصراتة عـدد من الوديان التي توزعـت عليها عدة مزارع قديمة لا زالت معالمها ظاهرة مثل السدود القديمة والقصور والمعاصر.
وفي العام 1993م تم الكشف لأول مرة عن امتـداد لسلسة الفيلات الرومانية في مصراته، حيث قام الباحث الحبيب الأميـن بالكشف عن أول فيـلا رومانية في مصراتة تقـع عند منطقة غربا مرفأ زريق عند منطقة شط الحمـام ولقد تم تسميتها باسم فيلا شط الحمام، كشف عن وجود حمـامـات وأحـواض وقنـوات ولوحات فسيفسائية جميلة وأعمدة حجرية ورخامية وكســرات من الفخار وتم تسجـيلها في محفوظات مراقبة آثار لبدة كمقـر روماني وفيلا تعود إلى القرن الثاني الميلادي ويقع بالقرب من شاطئ البحر في منطقة قصر أحمد.
وفي سنة 2004م اكتشف بالصدفة في منـطقة الغويط بقصر أحمد وأثناء أعمال الحفر في مشروع المنطقة الحـرة نفـق تحت الأرض طوله يزيد عـن 37 مترًا وعـرضه 150 سم وارتفاع سقفه ما بين 150 و120سم كما يوجد به تفرع آخر على بعد 13.40 متر من مدخله ويرجح أنه أحد المقابر الجماعية القديمة التي ترجع إلى فترة الحكم الروماني وهو جزء من منطقة كيفالاي برومنتوريوم القديمة.

### فترة الاحتلال الإيطالي
قامت القوات الإيطالية باحتلال مصراتة لموقعها الجغرافي وتمركز بها قياديون مثل رمضان السويحلي، الذي استلم من بعده دفة القيادة أخواه أحمد وسعدون السويحلي، وقد كان سعدون ممن شاركوا في معركة المشرك التي قتل فيها.
وقد شهدت مصراتة عدد من معارك وأهمها معركة رأس الطوبة ومعركة شهداء الرميلة، وحدثت بها إحدى جرائم الاحتلال الإيطالي وهي جريمة مذبحة حوش آل ماطوس.

### بعد ثورة 2011

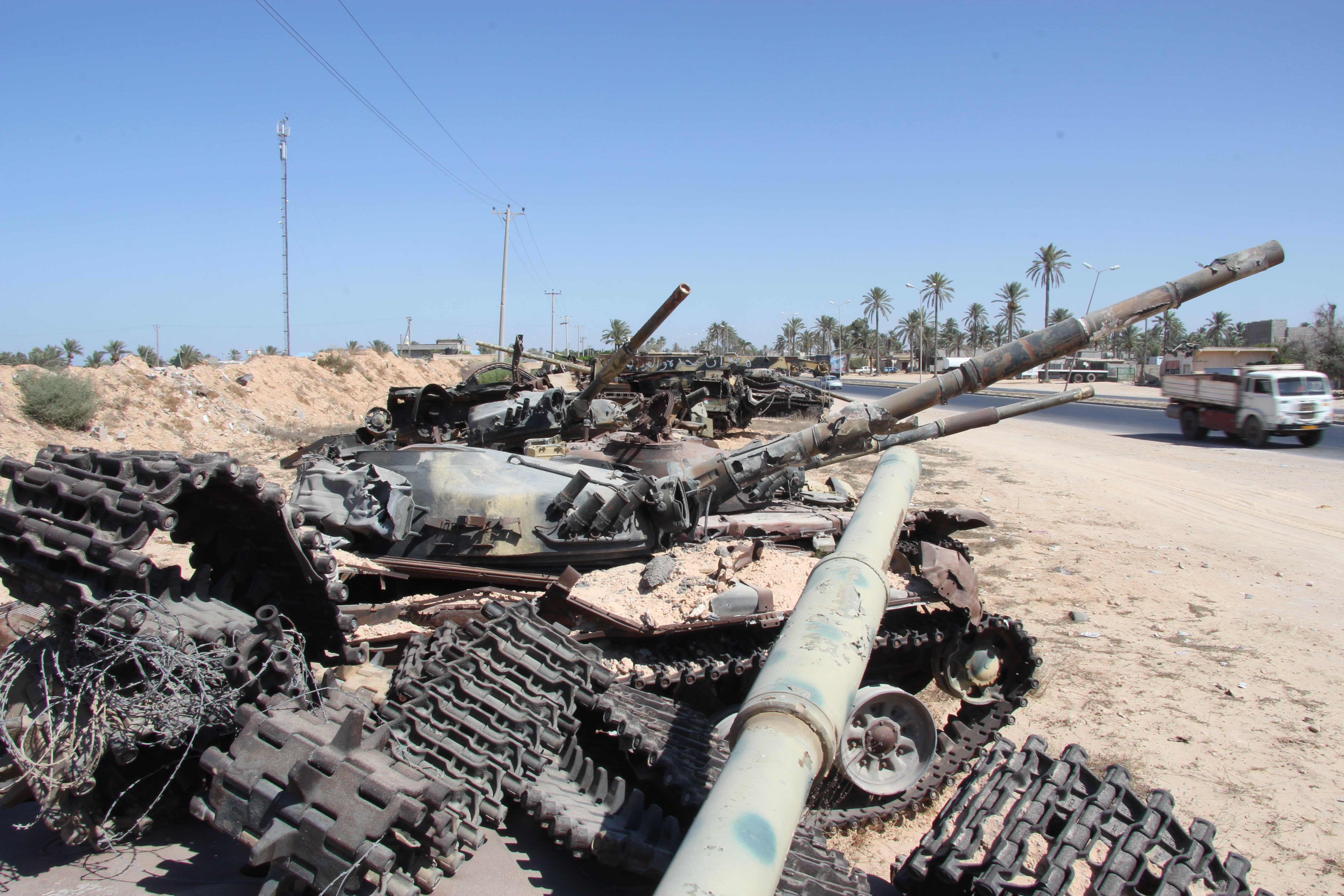
دبابات مدمرة بالقرب من مصراتة

زَادتْ أهمية مصراتة بشكلٍ كبير بعد الثورة بحيث أصبحت القوة العسكرية والإقتصادية الأولى في ليبيا، في 11 مايو أعلنَ المنتفضون ضد حكم القذافي سيطرتهم على المطار والقاعدة الجوية بمصراتة وأنهم باتوا يُحاصرون جيوب المُقاومة المتبقية للقوات التابعة للعقيد معمر القذافي في مواقع مختلفة من المدينة، وبذلك أطبقَوا سيطرتهم على مصراتة بعدَ شهور من القتال، وهو ما عدَّه البعض نصراً لهم، وخرجَت احتفالات في المدينة بعد الإعلان عنه. ونتيجة لسيطرة المحتجين على المدينة، فقد بدؤوا بالتقدم وراءها خلال الأيام التالية باتجاه الجنوب نحوَ تاورغاء والغرب نحو زليتن.
في 15 مايو سيطروا على بلدة الدافنية غرباً وبدؤوا بتعزيز مواقعهم بها استعداداً للزحف باتجاه زليتن، فيما بلغوا على جبهة الجنوب مدينة تاورغاء. وفي 17 مايو أعلنت مصادر للمنتفضين المسلحين أن مدينة مصراتة باتت في أيديهم بالكامل وأن القتال فيها ضد الكتائب قد انتهى. وفي وقتٍ لاحق ادّعت المعارضة بأن كتائب القذافي قامت بارتكاب عمليات اعتداء في المدينة خلال الحملة عليها في الشهور الماضية، وقالت أن ما لا يَقل عن 50 عائلة من أهاليها قد سُجلت فيها حالات اعتداء، إلا أن هذه الادعاءات لم تُثبت.
حاولت كتائب القذافي الإغارة على مصراتة بهُجوم بالزوارق البحرية في 17 مايو، لكن إحدى سفن حلف شمال الأطلسي الراسية بجوار الساحل تمكَّنت من إيقاف الهجوم.
بالرغم من كونها اشتهرت ليبيا في 2011 بالانضمام ضمن ما عرفت باسم ثورة 17 فبراير على نظام العقيد معمر القذافي. إلا أنها تتهم بشكل واسع بدعمها لعدد من الميليشيات في مدينة طرابلس ما أدّى لوقوع عدة أحداث بينها أعمال عنف تورطت فيها الميليشيات مثل ما عرفت باسم (مذبحة غرغور) في نوفمبر 2013 والتي وقع خلالها 50 قتيلاً من المتظاهرين المدنيين الرافضين للمظاهر المسلحة والذين قاموا بالتظاهر أمام أحد مقرات الميليشيات، وأيضا مجزرة القرة بوللي التي وقع فيها حوالي 40 قتيلاً إثر انفجار مخزن للذخيرة عندما خرج أهالي المدينة لطرد المليشيات في 2016، كذلك اتهمت بدعم كتائب إسلامية في مدينة بنغازي مثل مجلس شورى ثوار بنغازي الذي لم يوضح عداوة صريحة لتنظيم الدولة الإسلامية (داعش) والتي صنفها مجلس النواب الليبي منظمات إرهابية والتي تقاتل قوات اللواء المتقاعد خليفة حفتر في مدن بنغازي ودرنة وذلك عبر إرسال دعم عسكري ولوجستي وأفراد من الليبين عن طريق قوارب وجرافات بحرية عبر ميناء مصراتة، إضافة لمساعدتها في القضاء على تنظيم داعش الارهابي من خلال عملية البنيان المرصوص التي اطلقتها حكومه الوفاق الوطني في عام 2016 للقضاء على تنظيم الدولة المتواجد في سرت، حيث كان دور مدينه مصراته كبيرا في هذه العملية بحكم موقعها الجغرافي القريب من مدينه سرت، وكونها اكبر مخزن في ليبيا للعتاد والسلاح وأغلب من شارك في هذه العملية كانو من مدينة مصراته.

## السكان
بلغ عدد سڪان « شعبية مصراتة » حسب تعداد (2006) نحو 543,129 نسمة. فيما بلغ عدد سكان «منطقة مصراتة» عام 2020 نحو 663,853 نسمة، وتعد مدينة مصراتة من المناطق التي تشهد نشاطاً تجارياً واقتصادياً كبيراً في ليبيا. ويوجد في نطاق هذه المحافظة مؤسسات إدارية وتعليمية وصناعية مهمة، منها: مجمع الحديد والصلب.

## أحياء مصراتة
▪︎ أبو روية.
▪︎ زاوية المحجوب.
▪︎ الغيران.
▪︎ تمينة.
▪︎ سيدهارتا.
▪︎ حي 9 يوليو.
▪︎ اقزير
▪︎ ميناء قصر أحمد.
▪︎ الشوران.
▪︎ السواطي.
▪︎ الكوافي.

## مناطق شعبية مصراتة
▪︎ أبو قرين.
▪︎ الوشكه
▪︎ كراريم.

## الصحة
المركز الصحي الرئيسي بمصراتة هو مستشفى مصراتة المركزي.

### المراكز الصحية
1. مركز مصراتة الطبي MMS
2. مستشفى رأس الطوبة (باطنية)
3. مجمع العيادات (جراحة)
4. مستشفى الشفاء (نساء وأطفال)
5. مستوصف القوشي (عيون)
6. المعهد القومي لعلاج الأورام _National Cancer Institute

بالإضافة إلى وجود عدد من المستشفيات والعيادات الخاصة بالمدينة.

## التعليم
توجد بها جامعة مصراتة.

## معالم المدينة

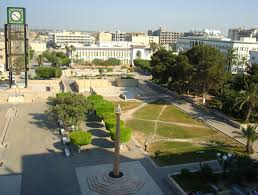
ميدان النصر
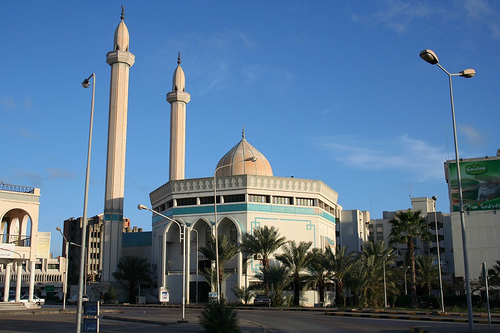
الجامع العالي
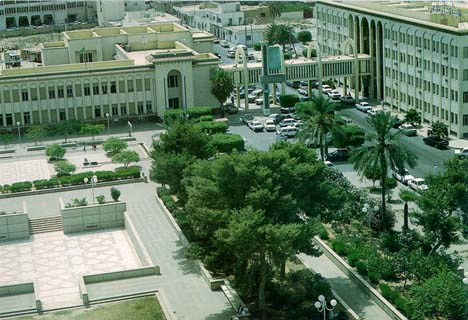
وسط المدينة
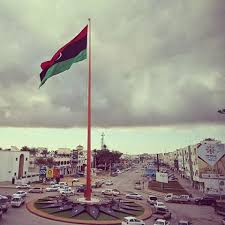
سارية العلم
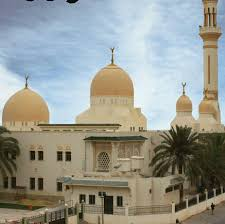
مسجد الشيخ أحمد الزروق
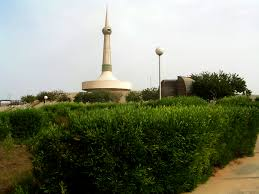
النصب التذكاري - قوز التيك

## أعلام مصراتة
1. سعدون السويحلي
2. رمضان السويحلي
3. عبد الرحمن السويحلي
4. خليفة الغويل
5. ابن غلبون
6. عمر التومي الشيباني
7. حاتم الكور
8. أحمد زروق (فقيه)
9. مصطفى التريكي
10. علي فهمي خشيم
11. علي مصطفى المصراتي
12. محمد عساف
13. محمد عبد الوهاب كريم (جنرال عسكري)[13]
14. عبد الحميد الدبيبة

## روابط خارجية
- موقع «بلـديـة مصراتـة» نسخة محفوظة 2 أكتوبر 2023 على موقع واي باك مشين.